# Kariste järv
Kariste järv (Karistesjön) är en sjö i södra Estland. Den ligger i Mulgi kommun (innan 2017 i Halliste kommun) i landskapet Viljandimaa, 150 km söder om huvudstaden Tallinn. Kariste järv ligger 37 meter över havet. Arean är 0,62 kvadratkilometer. 
Kariste järv avvattnas av Halliste jõgi som via Navesti jõgi och Pärnu mynnar i Rigabukten. Halliste jõgi är även tillflöde till Kariste järv. Närmaste by är Päegiste och närmaste stad är Abja-Paluoja som är belägen en kilometer söder om Kariste järv. 